# Цехмістренко Віталій Григорович
Цехмістренко Віталій Григорович — український політик. Народився 1 червня 1965 р. в Білій Церкві.

## Біографія
Народився 1 червня 1965 року у місті Біла Церква Київської області.
Одружений, має двох дітей - дочка Аліса та син Григорій. Попри канадське громадянство Григорій приїхав в Україну служити в ЗСУ добровольцем. Медик Григорій Цехмістренко загинув в бою 15 січня 2023 року під Бахмутом 

## Освіта
1982 - 1987 рр. -  навчання у  Київській сільськогосподарській академії за спеціальністю економіст-організатор агропромислового виробництва.

## Кар`єра
- 1987 - 1988 рр. -працював економістом у Білоцерківському районі Київської області.
- 1988 - 1990 рр. -  перейшов до агрофірми «Зоря» в Рівному, головний бухгалтер, СП "Зоря-насіння".
- 1990 - 1992 рр. -  економіст, Рівненська філія кооперативного банку "Восток"; економіст, АЕБР "Економбанк"; прововий економіст АКБ "Фіатбанк", м.Рівне.
- 1992 - 1998 рр. -  директор , генерельгий директор виробничо-фінансову компанію «Райз», яка поставляє засоби захисту рослин, насіння і сільськогосподарської техніки. Є президентом ЗАТ «Райз».
- Стажувався у США, Німеччині, Великій Британії. Був членом правління ПРП травень 1999 року , голова Рівненського обласного органу НСНУ,. Член Ради НСНУ липень 2005 року.

## Політична діяльність
З березня 1998 року по квітень 2002 рік Народний депутат України 3-го скликання, виборчій округ № 154, Рівненська область. Член фракції ПРП «Реформи-Конгрес». Член Комітету з питань фінансів і банківської діяльності.
З квітня 2002 року  по березень 2006 рік  Народний депутат України 4-го скликання, обраний по виборчому округу № 155, Рівненська область. Член партії «Реформи і порядок», працював у фракції Блоку «Наша Україна». Був головою підкомітету з питань розвитку науки, освіти та впровадження науково-технічного прогресу в аграрному секторі, комітету з питань аграрної політики та земельних відносин.
Березень 2006 — кандидат в народні депутати України від Блоку «Наша Україна», № 92 в списку.